# La plana encesa
La plana encesa (títol original en anglès: The Purple Plain) és una pel·lícula britànica dirigida per Robert Parrish, estrenada el 1954. Ha estat doblada al català.

## Argument[2]
Un avió cau a la jungla durant la Segona Guerra mundial. El pilot i el seu oficial s'han d'obrir camí entre les línies japoneses.

## Repartiment
- Gregory Peck: Bill Forrester
- Win Min Than: Anna
- Brenda De Banzie: Miss McNab
- Bernard Lee: Dr. Harris
- Maurice Denham: Blore
- Lyndon Brook: Carrington
- Anthony Bushell: Col Aldridge
- Josephine Griffin: Mrs. Bill Forrester
- Ram Gopal: Mr. Phang

## Premis i nominacions

### Nominacions
- 1955: BAFTA a la millor pel·lícula
- 1955: BAFTA al millor actor per Maurice Denham
- 1955: BAFTA al millor guió per Eric Ambler